# Заречье (Пирятинский район)
Заречье (укр. Заріччя) — село, Пирятинский городской совет, Пирятинский район, Полтавская область, Украина.
Код КОАТУУ — 5323810104. Население по переписи 2001 года составляло 266 человек.
Село указано на трехверстовке Полтавской области. Военно-топографическая карта.1869 года.
Троицкая церковь в селе существует с 1787 года 

## Географическое положение
Село Заречье находится на левом берегу реки Удай, выше по течению на расстоянии в 0,5 км расположено село Голобородько, ниже по течению на расстоянии в 1 км расположено село Высокое, на противоположном берегу — город Пирятин. Река в этом месте извилистая, образует лиманы, старицы и заболоченные озёра.

## Происхождение названия
На территории Украины 33 населённых пункта с названием Заречье.